# Nick Celis
Nick Celis (24 november 1988) is een Belgisch professioneel basketbalspeler.

## Carrière
Eerder speelde Celis bij Olicsa (Antwerpen) Kangoeroes Basket Willebroek, Ticino Merksem, Antwerp Giants, Gembo BBC Borgerhout en Excelsior Brussels. Nadien ging hij spelen voor Excelsior Brussels waar hij na een seizoen alweer vertrekt naar Oxaco Boechout waar hij sindsdien speelt in de tweede klasse. Hij kreeg in maart 2021 een contract van een maand dat verlengd werd tot het einde van het seizoen bij eerste klasser Kangoeroes Mechelen. Hij werkt tevens op het notariskantoor van zijn vader.

## 3x3 basketbal
Hij is een van de stichtende leden van Team Antwerp de ploeg die hij samenstelde in 2018, eerder was het al even een succes in 2014 toen hij door Thierry Mariën bij de ploeg gevraagd was maar na teleurstellende Europese Spelen stopte de ploeg tot in 2018. Celis nam de draad weer op en stelde zelf een ploeg samen die bestaat uit semi-profspelers. Ze wisten zich in 2021 te kwalificeren voor de Olympische Zomerspelen in Tokyo waar ze vierde werden. 
In augustus 2023 werd hij door FIBA geschorst in de fraudezaak die speelde met de kwalificatie voor de Olympische spelen 2020 samen met Thierry Marien. Hij had daar 27 spooktoernooien gespeeld om aan meer punten te geraken. Hij was eerder al door de Belgische basketbalbond preventief geschorst. In 2025 veroordeelde de correctionele rechtbank in Antwerpen hem tot een werkstraf en een geldboete. De rechtbank noemde hem de spilfiguur in de fraudezaak rond gesjoemel met spookwedstrijden. Celis had schuldig gepleit.

## Erelijst

### World Tour
- 2021:  WT Lausanne
- 2021:  WT Abu Dhabi
- 2022:  WT Utsunomiya
- 2022:  WT Debrecen
- 2022:  WT Cebu